# Home (álbum de Delaney & Bonnie)
Home es el álbum debut de la banda de rock y soul estadounidense Delaney & Bonnie, lanzado a través de Stax Records (n.º de catálogo STS-2026). La mayoría del álbum se grabó en 1969 en los Stax Studios de Memphis, Tennessee, y cuenta con la colaboración de muchos de los músicos de sesión de Stax, entre otros Donald "Duck" Dunn, Steve Cropper, Booker T. Jones y Isaac Hayes.
La fotografía de la portada muestra a Delaney y Bonnie con el abuelo de Delaney, John Bramlett, frente a una choza de Pontotoc, Misisipi donde se crio.
Stax lanzó dos sencillos del álbum en Estados Unidos, "It's Been a Long Time Coming" (1969) y "Hard to Say Goodbye" (1970). Home fue relanzado por Stax en formato CD en 2006, junto a algunas pistas adicionales.

## Lista de canciones
1. "It's Been a Long Time Coming"  (Delaney Bramlett, Bonnie Bramlett) - 2:26
2. "A Right Now Love"  (Bonnie Bramlett, Homer Banks) - 2:19
3. "We Can Love"  (Steve Cropper, Eddie Floyd) - 2:23
4. "My Baby Specializes"  (Isaac Hayes, David Porter) - 3:15
5. "Everybody Loves a Winner"  (Booker T. Jones, William Bell) - 4:45
6. "Things Get Better"  (Steve Cropper, Eddie Floyd, Wayne Jackson) - 2:22
7. "Just Plain Beautiful"  (Steve Cropper, Bettye Crutcher) - 2:09
8. "Hard to Say Goodbye"  (Bonnie Bramlett, Carl Radle) - 2:30
9. "Pour Your Love on Me"  (Homer Banks, Bonnie Bramlett) - 2:47
10. "Piece of My Heart"  (Bert Berns, Jerry Ragovoy) - 4:45

## Personal
- Delaney Bramlett - guitarra, voz
- Bonnie Bramlett - voz
- Bobby Whitlock - teclados, voz
- Carl Radle - bajo
- Leon Russell - teclados
- Booker T. Jones - teclados
- Steve Cropper - guitarra
- Donald "Duck" Dunn - bajo
- Al Jackson, Jr. - batería
- Isaac Hayes - teclados, voz
- Wayne Jackson - trompeta
- Dick Steff - trompeta
- Jay Pruitt - trompeta
- Ed Logan - saxofón tenor
- Andrew Love - saxofón tenor
- Eddie Floyd - voz
- William Bell - voz
- Phil Forrest - voz
- John Davis - trompeta
- Ben Cauley - trompeta
- Joe Arnold - saxofón
- The Georgia Sea Island Singers - voz

## Producción
- Productor: Don Nix, Donald "Duck" Dunn
- Ingeniero de sonido: Ron Capone
- Dirección artística: Jamie Putman
- Fotografía: Barry Feinstein
- Diseño de portada: Tom Wilkes
- Anotaciones: Michael Point